# Batalla de Las Salinas
La batalla de Las Salinas va ser un combat en el qual les tropes d'Hernando i Gonzalo Pizarro van vèncer les de Diego de Almagro, el 6 d'abril del 1538. L'enfrontament entre Francisco Pizarro i Diego de Almagro durant el procés de la conquesta espanyola del Perú es va originar en la disputa per la possessió de la ciutat de Cusco, que ambdós consideraven sota la seva jurisdicció i que estava en poder d'Almagro des del 1537.
La batalla va tenir lloc a les antigues salines índies de Cachipampa, situades a 5 km al sud de Cusco, ciutat que va ser ocupada pels pizarristes després de la seva victòria. El lloctinent d'Almagro, Rodrigo Orgóñez, va morir en el camp de batalla, igual que Gonzalo Calvo de Barrientos. Un altre cap almagrista Pedro de Lerma, va quedar ferit greument i va morir poc després assassinat al seu llit. Almagro va ser capturat, jutjat sumàriament i executat amb la pena del garrot.

## Antecedents
La guerra civil entre pizarristes i almagristes s'havia iniciat per la possessió de Cusco. El 1537 Diego de Almagro va ocupar Cusco, va capturar els germans Hernando i Gonzalo Pizarro, va derrotar les forces pizarristes d'Alonso de Alvarado a la batalla d'Abancay, i després va baixar a la costa, portant a Hernando Pizarro, però deixant presos a Cusco a Gonzalo Pizarro i a altres capitans. Aquests van aconseguir poc després escapar de la presó.
Ambdós bàndols van entaular converses a Mala (regió de Lima) i van decidir sotmetre la disputa de Cusco a l'arbitratge de Francisco de Bobadilla, que va fallar a favor de Pizarro. Cosa que naturalment va ser rebutjada per Almagro, de manera que Francisco Pizarro va optar per permetre que el seu antic soci continués ocupant Cusco, fins i tot que el Rei donés el veredicte final. A canvi d'aquesta concessió va demanar l'alliberament del seu germà Hernando, que va ser acceptat per Almagro, en contra de l'opinió del seu lloctinent Rodrigo Orgóñez, que intuïa una argúcia de part dels pizarristes.

## Moviments preliminars

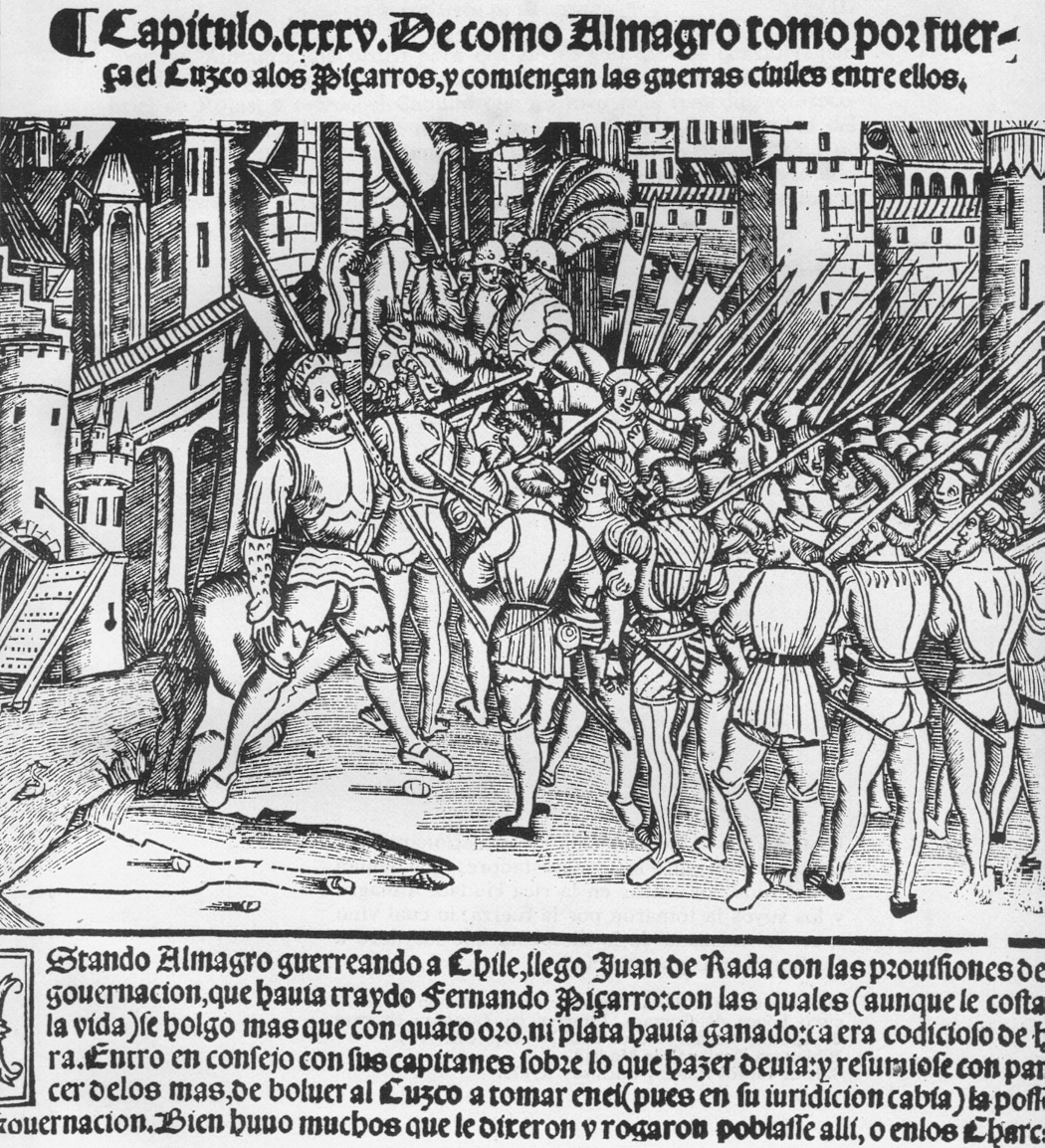
Captura de la ciutat de Cusco pels almagristes

En efecte, l'alliberament d'Hernando Pizarro va ser un greu error d'Almagro, ja que el germà de Francisco, oblidant les promeses de pau, va reagrupar als pizarristes i va pujar a la serra per recuperar la ciutat de Cusco.
Almagro va comprendre llavors que no li quedava altra sortida que la guerra, i va dirigir-se també a la serra, per defensar el que considerava de la seva propietat; com que es trobava molt malalt (possiblement de sífilis), va deixar la direcció de la campanya al seu lloctinent Rodrigo Orgóñez. Aquest va ordenar als seus homes que es fessin forts en els passos del Huaytará (regió de Huancavelica), una serra alta i seca on amb pocs efectius era factible impedir l'avenç dels pizarristes. Tanmateix, els almagristes van descuidar la defensa, i Hernando Pizarro va aconseguir mitjançant una marrada guanyar l'altre costat de la serra. Afligit per aquest revés Almagro i les seves tropes es van dirigir a marxes forçades cap a Cusco, per defensar-la de l'avenç pizarrista.
Tanmateix, els germans Pizarro no es van dirigir tot seguit a Cusco, sinó que van baixar a la vall d'Ica, a fi de reproveir i reanimar les seves tropes, molt afectades per l'altura. Francisco Pizarro, l'edat del qual ja no li permetia bregar en una campanya militar tan exigent, es va retirar a Lima, deixant en els seus germans Hernando i Gonzalo la conducció de la guerra. Un cop a punt, Hernando Pizarro va reprendre la marxa cap a Cusco: va prendre la ruta per Lucanas i Aymaraes, i sense més contratemps, va arribar a les proximitats de Cusco, l'abril del 1538. Uns dies abans Almagro havia entrat a la ciutat, preparant la seva defensa.

## El camp de batalla
En un consell de guerra celebrat a Cusco, Diego de Almagro va obrir la possibilitat de reobrir negociacions amb l'enemic, cosa a la qual es va oposar rotundament Rodrigo Orgóñez:  És massa tard: heu posat en llibertat Hernando Pizarro, i ja no us queda un altre recurs sinó el de lluitar. Per imposició del mateix Orgoñez es va acordar presentar batalla als afores de la ciutat, en una plana. El camp escollit va ser Cachipampa (en quítxua "pla salat"), situat a 5 km al sud de Cusco, a la vora del camí inca cap a Collasuyu, conegut també com la "pampa de Las Salinas" perquè hi ha una font d'aigua salada que els del lloc deixaven decantar per obtenir sal. L'elecció d'aquest terreny va ser molt qüestionada entre els almagristes, ja que la seva escabrositat podia impedir el lliure ús de la cavalleria, l'arma més forta amb què comptaven; no obstant això Orgoñez va insistir en l'esmentada elecció, ja que li va semblar molt adequat en estar protegida per un petit pantà i pel rierol que dividia la plana.

## Els exèrcits
El 5 d'abril del 1538 es van albirar per primera vegada els dos exèrcits. A trenc d'alba del 6 d'abril, es trobaven a punt per a la lluita, separats pel rierol i el pantà, i gairebé tan a prop que es podien dirigir la paraula.

### L'exèrcit almagrista
Els almagristes sumaven 500 efectius, més de la meitat dels quals eren de cavalleria, sent aquesta la seva arma més poderosa. La seva infanteria no tenia suficients armes de foc: els seus soldats anaven armats de llargues piques, que els donava l'aspecte d'un enorme eriçó. Tenen també sis petits canons o falconetes.
Rodrigo Orgóñez va formar el seu exèrcit col·locant la infanteria al centre i flanquejada per la cavalleria dividida en dues divisions. Els caps de la infanteria eren Cristóbal de Sotelo, Hernando de Alvarado, Juan de Moscoso i Diego de Salinas. Una de les divisions de cavalleria era sota el comandament del mateix Orgoñez, i l'altra a les ordres de Pedro de Lerma. Els acompanyaven a més els capitans Gómez de Alvarado y Contreras, Pedro Álvarez Holguín, Francisco de Chaves el almagrista, Gonzalo Calvo de Barrientos i d'altres.

### L'exèrcit pizarrista
Els pizarristes per la seva part comptaven amb 700 efectius, en gran part d'infanteria. Si bé la seva cavalleria era inferior en nombre a la dels almagristes, avantatjaven tanmateix amb el seu esquadró d'arcabussers imperials, que utilitzaven una tècnica implementada en Flandes: les anomenades "pilotes de filferro", que eren dues bales o pilotes de plom unides amb una cadeneta de ferro que en ser disparades feien més destructius els cops d'arcabús, en tallar com afilades falçs tot el que trobava. Comptaven a més amb 12 peces d'artilleria (canons i falconetes).
Hernando Pizarro va formar a les seves tropes de la mateixa manera que el seu rival, és a dir la infanteria flanquejada per la cavalleria; ell mateix va prendre el comandament d'un dels cossos de cavalleria, i l'altre li'l va encarregar a Alonso de Alvarado, el mateix oficial que va ser derrotat i fet presoner a l'Abancay i que va aconseguir escapar-se de la presó. Mentre que la infanteria la va posar a les ordres de Gonzalo Pizarro, flanquejat per arcabussers comandats per Pedro de Castro. Piquers i ballesters es van posar a ordres de Diego de Urbina. Pedro de Valdivia era el Maese de Campo i Antonio de Villalba el Sergent Major.

## Batalla
Després d'una missa i un discurs d'ànim a les seves tropes de part de Hernando Pizarro, va començar la batalla. Gonzalo Pizarro, encapçalant la infanteria pizarrista, va creuar el rierol que dividia el camp, sense contratemps, ja que no era gaire profund, però en arribar al pantà, va sofrir el foc dels canons dels almagristes. Amb prou feines Gonzalo i Valdivia van evitar la desbandada de les seves tropes i finalment van poder treure-les a terreny ferm. Tot seguit els seus arcabussers es van apoderar d'una petita altura, des d'on van disparar contra les posicions almagristes, causant seriosos estralls en la infanteria i molestant considerablement la cavalleria que protegia els seus flancs. Amb les "pilotes de filferro" van destruir bona part de les llargues piques dels infants almagristes, amb la qual cosa el poder d'aquests va quedar seriosament reduït.
Mentrestant Hernando Pizarro va reunir els seus esquadrons en una sola fila i a cobert del foc dels seus arcabussers va travessar el rierol, després el pantà, i va carregar amb ferocitat sobre l'enemic. Rodrigo Orgóñez va reunir també als seus esquadrons en un sol cos i a tot galop va sortir a la trobada d'Hernando Pizarro.
El xoc va ser terrible. Des de dalt dels turons veïns milers d'indígenes van contemplar el combat. Segons el costum de l'època, els soldats espanyols s'encoratjaven mútuament amb crits de guerra que reafirmaven les seves adhesions partidàries: El rei i Pizarro i El rei i Almagro.
Rodrigo Orgóñez i altres capitans almagristes com Pedro de Lerma van lluitar valentment. Orgóñez i Lerma van intentar trobar-se amb Hernando Pizarro per ajustar comptes personals; el primer no el va trobar, i el segon amb prou feines va tenir una breu trobada amb Hernando, resultant ferit greument en una cama. Orgóñez va continuar recorrent el camp, encoratjant els últims almagristes que resistien, fins que va ser envoltat per diversos pizarristes. Va optar per rendir-se, lliurant la seva espasa a l'adversari que es trobava més a prop, però aquest li va donar d'improvís una punyalada al cor, i així va morir, en ple camp de batalla. Pedro de Lerma, per la seva part, es va retirar del camp greument ferit i poc després seria assassinat al seu llit.

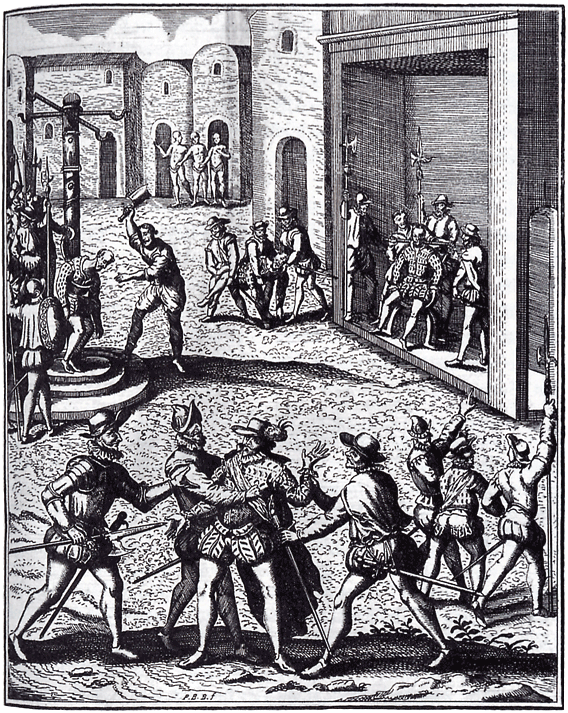
Mort d'Almagro. Obra idealitzada de De Bry

 Mort Orgóñez, la confusió va augmentar entre els seus soldats. La seva infanteria, ja no podent resistir el foc dels arcabussos enemics, es va desbandar. Des de l'alt d'un turó, un xacrós i malalt Diego de Almagro va contemplar la derrota i la fugida dels seus soldats; després va pujar a una mula i es va dirigir a la fortalesa de Sacsayhuamán, pujant i ocultant-se en una de les seves torrasses. Alonso de Alvarado va sortir en la seva cerca; el va trobar i el va fer presoner, salvant-lo de l'agressió dels soldats que volien fer justícia amb les seves mans.
L'acció va durar gairebé dues hores. Pel que fa a les baixes, les dades varien segons les fonts o cròniques. Pedro Cieza de León va afirmar que van morir 9 pizarristes i 120 almagristes. En tot cas, no van superar en conjunt les 150 baixes. Almagro seria després processat sumàriament i condemnat a mort per decapitació; però com que la sentència va provocar protestes a Cusco, Hernando Pizarro va ordenar que fos penjat a la seva cel·la. El seu cadàver va ser tret a la plaça i va ser degollat, complint-se així la sentència.

## Participació indígena
Milers de guerrers natius s'havien alineat a cada un dels bàndols en disputa: d'una banda uns 5.000 de Cusco, encapçalats per Paullu Inca (proclamat inca per Almagro) van donar suport als almagristes; de l'altra els Chachapoyas, en nombre una mica menor, van donar suport als pizarristes. La lluita entre ambdós va ser acarnissada. Els de Cusco vencien ja als chachapoyas, quan aquests van rebre el suport de la cavalleria pizarrista. Com Almagro va donar l'ordre a Paullu que no respongués als cristians, el cap inca va haver de retirar les seves tropes. Només alguns grups van romandre fidels fins al final.